# Rafael Sanchis Perales
Rafael Sanchis Perales (Albal, 12 d'agost de 1929) és un polític valencià, diputat a les Corts Valencianes en la III i IV Legislatura.
Empresari i promotor urbanístics, és germà de Salvador Sanchis Perales i Ángel Sanchis Perales. De jove va militar a Acció Catòlica i a les Joventuts de la Comunió Tradicionalista. Durant els primers anys de la transició va militar a Unión Nacional Española, que després es va integrar en Alianza Popular. D'aquest partit en fou secretari de la Província de València en 1985 i fou escollit regidor de l'ajuntament de València a les eleccions municipals espanyoles de 1983 i 1987. Durant aquests anys fou conseller de les empreses municipals GRUMSA, FERVASA i Mercavalència.
Després fou elegit diputat a les eleccions a les Corts Valencianes de 1991 i 1995 pel Partit Popular. Ha estat president de la Comissió Permanent no legislativa de Seguretat Nuclear i vicepresident de la Comissió de Medi Ambient de les Corts Valencianes.